# Tequila e San Miguel
Tequila e San Miguel è un singolo della cantante italiana Loredana Bertè, pubblicato il 10 maggio 2019.

## Descrizione
Il singolo è stato prodotto dal duo Takagi & Ketra e scritto da Calcutta e Tommaso Paradiso.

## Tracce
1. Tequila e San Miguel – 3:14

## Successo commerciale
Tequila e San Miguel ha ottenuto un discreto successo in Italia, entrando nella top 100 della Top Singoli. Al termine dell'anno è risultato essere il 96º brano più trasmesso dalle radio.

## Classifiche
| Classifica (2019) | Posizione massima |
| ----------------- | ----------------- |
| Italia            | 88                |